# Mukaria flavida
Mukaria flavida är en insektsart som beskrevs av Cai och Kuoh. Mukaria flavida ingår i släktet Mukaria och familjen dvärgstritar. Inga underarter finns listade i Catalogue of Life.